# Parabelbella armatus
Parabelbella armatus är en kvalsterart som först beskrevs av Aoki 1984.  Parabelbella armatus ingår i släktet Parabelbella och familjen Damaeidae. Inga underarter finns listade i Catalogue of Life.